# كريس دولان
كريس دولان (بالإنجليزية: Kris Doolan)‏ (و. 1986  م) هو لاعب كرة قدم اسكتلندي، مركز لعبه هو مهاجم.

## روابط خارجية
- كريس دولان على موقع قاعدة بيانات كرة القدم.إي يو (الإنجليزية)
- كريس دولان على موقع Soccerbase.com (لاعب) (الإنجليزية)
- كريس دولان على موقع Soccerway.com (الإنجليزية)
- كريس دولان على موقع عالم كرة القدم.نت (الإنجليزية)